# بانک لبنان
بانک لبنان (عربی: مصرف لبنان) بانک مرکزی لبنان است، که در سال ۱۹۶۳ تأسیس شد.